# Skæve Kirke
Skæve Kirke (Dronninglund Herred i Hjørring Amt) består af det romanske kor og skib, en sengotisk forlængelse mod vest, som oprindelig er underdelen af et tårn, samt vesttårnet fra 1789. Af den romanske bygning, der er opført af granitkvadre på skråkantsokkel, står korets og til dels skibets nordside nogenlunde uændret, hver med ét rundbuevindue. Norddøren spores.
Allerede i senromansk tid er der med tegl foretaget betydelige ombygninger på korets øst- og sydside, der har savsnitgesims. Skibets sydside er dels i gotisk tid, dels senere helt omsat i tegl, og der er indsat store, falsede vinduer. Indvendigt fik koret ét, skibet to otteribbede krydshvælv, og der tilføjedes i vest et tårn med krydshvælvet underrum og spids tårnbue. Tårnet er nedskåret til skibets murhøjde, og 1789 opførtes af Jørgen Gleerup og hustru (jerninitialer) et nyt spinklere tårn vest for det nedskårne. Tårnet har gavle med murede vindskeder og ovale åbninger. Våbenhus mod syd nedbrødes ved midten af 1800-tallet, og indgangen henlagdes til tårnets vestside (nu flyttet til sydsiden). Et blyindfattet vindue fra omkring 1600 fra korets nordvindue er nu i Nationalmuseet. I korhvælvingen er der 1884 fremdraget livlige kalkmalerier fra omkring 1560 forestillende lidelseshistorien, restaureret 1919 af E. Rothe. En tradition vil vide, at de er bekostet af Ingeborg Skeel til Voergård.
Alterbordet har panelværk fra slutningen af 1600-tallet med malet efterligning af intarsia. Altertavlen i landlig renæssance er vist fra begyndelsen af 1700-tallet med samtidige malerier. En prægtig sølvforgyldt kalk og disk fra 1568 skænket af Aksel Juel til Willestrup og Kirstine Lunge. Oblatæske skænket af Ide Sophie Skeel. Renæssancestager givet af præsten Jens Mørk og hustru Sophie Nielsdatter. Præstestol fra 1700-tallet. En sengotisk korbuekrucifiks. Lille romansk granitfont med rudemønster og uforholdsmæssig stor fod. Sydtysk fad fra omkring 1575 med bebudelsen. Prædikestol i højrenæssance fra 1587 med hjørnehermer. Nyere himmel. Jernbeslået pengeblok. Klokke fra slutningen af 1400-tallet med støberens mærke: "PLP". I våbenhuset under tårnet gravsten over Kirsten Madsdatter Wolf (-1697), gift med forpagter på Dybvad Ove Jespersen Haugaard. På kirkegården sten over sognepræst H. Kampmann (1795). Her også begravet departementschef Frederik Graae og hustru Christiane Henriette (født Winkel) (begge omkommet ved rutebåden Kjøbenhavns forlis 1948).

## Eksterne kilder og henvisninger
- Skæve Kirke hos KortTilKirken.dk